# Departamento de Louga

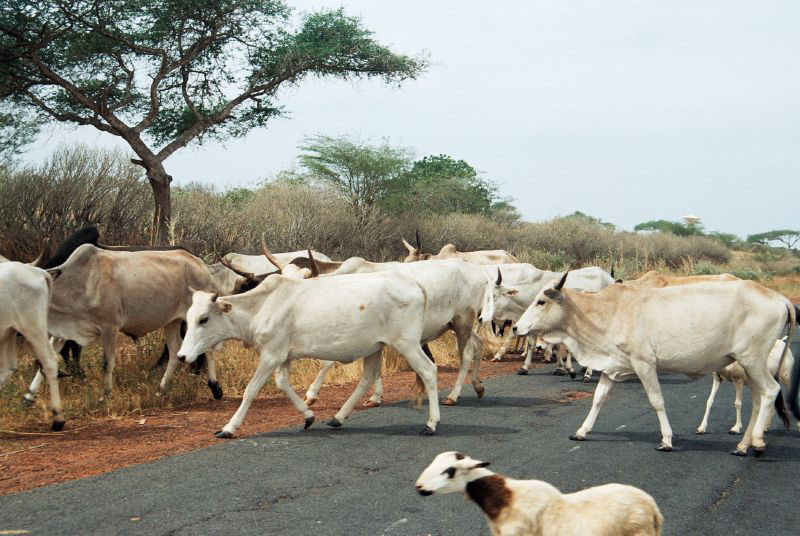
Vacas en Louga.

Louga es uno de los 45 departamentos de Senegal. Forma parte de la Louga. Su capital es Louga. Fue creado en 1976. En 2002 contaba con 277 397 habitantes.

## Distritos
- Distrito de Coki
- Distrito de Keur Momar Sarr
- Distrito de Mbédiène
- Distrito de Sakal